# Hinterschweinhöf

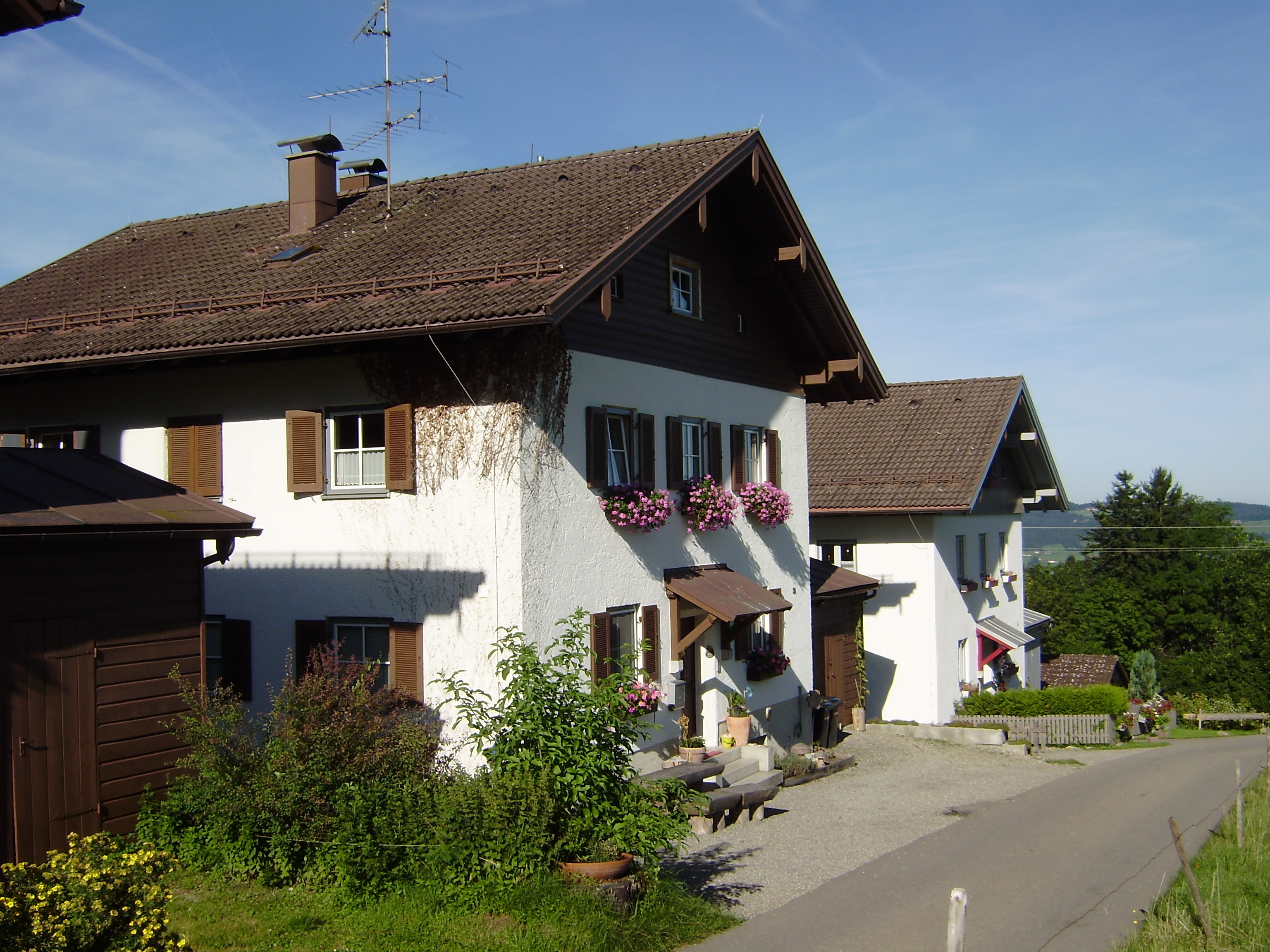
Zollpersonalhäuser in Hinterschweinhöf

Hinterschweinhöf (westallgäuerisch: Hindrschwihef) ist ein Gemeindeteil der Gemeinde Oberreute im bayerisch-schwäbischen Landkreis Lindau (Bodensee). 

## Geographie
Das Dorf liegt circa drei Kilometer südwestlich des Hauptorts Oberreute und zählt zur Region Westallgäu. Südlich der Ortschaft verläuft die Grenze zu Sulzberg in Vorarlberg, nördlich befindet sich das Naturschutzgebiet Trogener Moore.

## Ortsname
Der Ortsname bezieht sich auf das Tier Schwein und einen Einzelhof sowie die relative Lage zu Vorderschweinhöf. Der Ortsname bedeutet somit Höfe, auf denen Schweine leben.

## Geschichte
Hinterschweinhöf wurde erstmals im Jahr 1338 als Swinhöue erwähnt. 1770 fand die Vereinödung in Hinterschweinhöf mit 17 Teilnehmern statt.

## Baudenkmäler
Siehe auch: Liste der Baudenkmäler in Hinterschweinhöf